# 마녀 (2018년 영화)
《마녀》는 2018년에 개봉한 대한민국의 영화이다.  박훈정 감독의 5번째 연출 영화로 개봉 10일 차에 약 144만 명의 관객을 돌파하였고 2018년 26주 차 당시 대한민국 박스오피스 1위를 달성하였다.

## 줄거리

### 배경
영화는 알츠하이머를 앓는 양어머니와 소값 폭락으로 인해 경제적인 어려움을 겪고 있는 양아버지의 상황과 수시로 찾아오는 원인 모를 극심한 두통을 가지고 있는 구자윤이 이러한 상황을 극복하고자 친구 도명희의 추천으로 공개 오디션에 참여하여 자신의 존재가 세상에 드러나면서 시작하게 된다. 구자윤은 자신이 과거 유전자가 조작된 아이들을 만들어 내는 시설에서 보낸 어린 시절의 기억을 잃은 상태로 시설의 처리 명령이 과거 내려진 이후 능력을 가지고 도망쳤다. 이러한 구자윤의 존재를 오디션을 통해 눈치챈 닥터 백이 구자윤을 잡아오기 위한 일들을 벌인다.

### 사실이 밝혀지기 전
오디션을 통해 구자윤의 존재가 세상에 알려지자 구자윤을 잡아들이기 위해서 귀공자를 보내고 가족과 친구들을 위협하는 등 많은 잔인한 일들을 벌인다. 그 때마다 구자윤은 자신도 모르게 엄청난 능력을 발휘하여 권총으로 정확하게 사격을 하고 인간의 신체능력을 넘어서는 능력을 보여주면 자신을 잡으러 오는 사람들을 제압한다. 하지만 구자윤은 그러한 자신의 모습을 보고 패닉이 오고 정체성의 혼란을 느낀다. 결국 가족이 위협을 받자 스스로 잡혀 시설에 다시 들어가게 된다.

### 사실이 밝혀진 후
시설에 들어간 구자윤은 묶인 상태로 자신이 신체능력을 포함하여 모든 부분에서 주변 사람들 보다 뛰어난 이유를 듣게 된다. 자신이 과거 시설에서 갇혀 실험을 받은 아이 중 하나임을 알게 된 구자윤은 혼란에 빠지고 닥터 백은 구자윤이 그동안 극심한 두통을 앓은 이유가 실험으로 인해 뇌가 버티지 못하게 되었고 이를 해결해주는 약물을 닥터 백은 구자윤에게 놓게 된다. 이 후 구자윤은 통증이 사라지고 회복된 상태가 됨을 느끼자 사실을 밝힌다. 구자윤은 기억을 잃은 척을 한 것이다. 구자윤은 과거 시설에서 도망치고 뇌가 실험으로 버티지 못한다는 것을 알게 되자 방법을 10년 동안 계속해서 찾고 있었고 수명을 늘리기 위해서 뇌의 능력을 최소화하며 살아왔다.  더 이상 약물의 도움을 받지 않고는 살 수 없음을 느낀 구자윤을 일부러 티비 오디션에 참여하여 자신이 살아있음을 관계자들에게 알렸고 잡혀들어와 약물을 투여받았다. 이후 관련된 사람들을 죽여나가며 시설에서 탈출한다.

### 결말
이후 많은 사람들을 죽이게 되자 다시 일상으로 돌아갈 수 없음을 알게 된 구자윤은 어머니의 치매를 해결할 수 있는 약물을 주고 친구와 인사하며 떠난다. 3개월 뒤 닥터 백과 똑같이 생긴 여자를 찾아가 자신이 확보한 약물을 보여주며 근본적인 것을 해결하러 찾아왔다고 하며 영화는 끝난다.

## 캐스팅

### 주요 인물

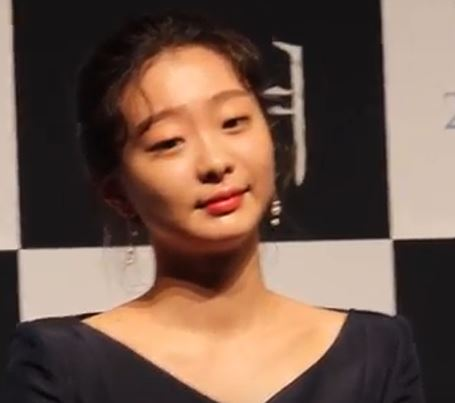
김다미

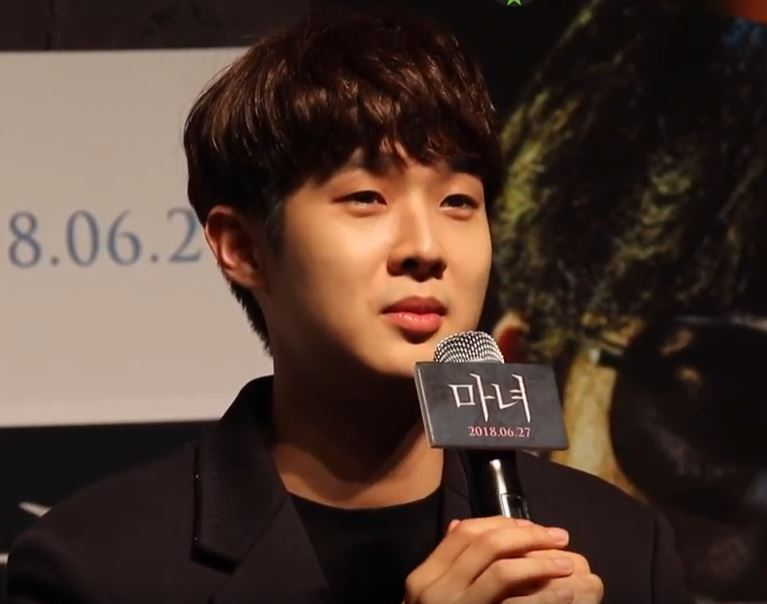
최우식

- 김다미 : 구자윤 역
- 조민수 : 닥터 백 역
- 박희순 : 미스터 최  역
- 최우식 : 귀공자 역김다미최우식

### 그 외 인물
- 고민시 : 도명희 역 - 자윤 친구
- 최정우 : 구 선생 역 - 자윤 아버지
- 오미희 : 구 선생 부인 역 - 자윤 엄마
- 김병옥 : 도 경장 역 - 명희 아버지
- 정다은 : 긴머리 역
- 이주원 : 성 사장 역
- 김하나 : 어린 구자윤 역
- 이시우 : 어린 귀공자 역
- 이시훈 : 장 순경 역
- 백승철 : 상회 주인 역
- 우민규 : 상회 주인 아들 역
- 김종훈 : 남자 1 역
- 서한결 : 남자 2 역
- 박종환 : 남자 3 역
- 진영준 : 남자 4 역
- 곽진석 : 성사장 수하 1 역
- 백종환 : 성사장 수하 2 역
- 남경민 : 성사장 수하 3 역
- 박상훈 : 성사장 수하 4 역
- 김도혁 : 성사장 수하 5 역
- 고봉구 : 성사장 수하 6 역
- 서정구 : 성사장 수하 7 역
- 이정형 : dr.백 경호원 1 역
- 박우재 : dr.백 경호원 2 역
- 김한솔 : 스타탄생 AD 역
- 박신우 : 스타탄생 PD 역
- 임상혁 : 부조실 누군가 역
- 명흥진 : 고원장 기사 역
- 송형수 : 의사 역
- 여무영 : 과거 노의사 역
- 현봉식 : 중년덩치 역
- 박원진 : 최요원 1 역
- 설우신 : 최요원2 역
- 백규현 : 최요원 3 역
- 김종면 : 최요원 4 역
- 유숭권 : 최요원 5 역
- 이상용 : 최요원 6 역
- 정재봉 : 최요원 7 역
- 최병주 : 최요원 8 역
- 박병수 : 최요원 9 역
- 조제웅 : 최요원 10 역
- 김용운 : 최요원 11 역
- 조광희 : 최요원 12 역
- 제아 : 스타탄생 심사위원 1 역
- 모그 : 스타탄생 심사위원 2 역
- 한승윤 : 스타탄생 심사위원 3 역
- 정우림 : 제주소녀 역
- 송민수 : 이수석 수행원 역
- 김승우 : 부조실 직원 역
- 장민재 : 과거 dr.백 기사 역
- 권용석 : 에필로그 경호원 역
- 이강곤 : 중년남 역
- 최현종 : 남PD 역
- 김은영 : 여PD 역
- 서영희 : 고원장 부인 역
- 백현민 : 고원장 아들 역
- 이하영 : 고원장 딸 역

- 이기영 : 이 수석 역 (특별출연)
- 권태원 : 고 원장 역 (특별출연)

## 수상
- 2018년 제22회 판타지아 국제영화제 슈발누와르 부문 최고여배우상 - 김다미
- 2018년 제27회 부일영화상 신인여자연기상 - 김다미
- 2018년 제6회 BIFF 마리끌레르 아시아스타어워즈라이징 스타상 - 김다미
- 2018년 제55회 대종상 신인여우상 - 김다미
- 2018년 제2회 더 서울어워즈 영화부문 여우신인상 - 김다미
- 2018년 제3회 런던동아시아영화제 라이징 스타상 - 김다미
- 2018년 제39회 청룡영화상 신인여우상 - 김다미
- 2018년 제3회 아시아 아티스트 어워즈 배우부문 여자 신인상 - 김다미
- 2018년 제18회 디렉터스 컷 시상식 올해의 여자신인연기자상 - 김다미
- 2018년 대한민국 베스트 스타상 인기스타상 - 고민시
- 2019년 제10회 올해의 영화상 신인여우상 - 김다미

## 평가

### 영화 저널리스트
- 정시우 - 뜸 들이는 시간이 너무 길다. 30분으로 요약할 수 있는 소녀의 일상을 100분으로 늘려 중언부언한 느낌. 뭔가 일어날 것 같은 분위기를 조성해 놓고 어물쩍 넘어가는 상황이 여러 번 반복되다 보니 이야기 자체가 늘어진다. 이 시간에 보여줬어야 할 서사들이 후반부 구구절절한 대사를 통해 ‘퉁’쳐진다는 게 더 큰 패착. 다행히 <마녀>만의 히든카드-한국형 슈퍼히어로 캐릭터와 기묘한 액션-가 후반에 쏟아지면 이러한 단점을 어느 정도 상쇄시킨다. 캐릭터나 액션 자체가 새롭다기보다는, 할리우드에서나 볼법한 소재를 우리 식으로 비튼 데서 오는 신선한 느낌이 크다. 신인 배우 김다미와 속편에 대한 궁금증을 확실하게 심은 건, 이번 편의 가장 귀한 소득이다.[2]
- 이은선 - 배경 설명에 그친 인상은 연작 기획의 한계일 것이다. 이를 차치하고서라도 주인공을 좇는 인물들에게 할애된 장면들이 그다지 매력적으로 구축되지 않은 점, 모든 의문을 인물의 대사로 설명하는 방식 등은 별개로 아쉽다. 다만 지나친 감정이나 여성성에 발목 잡히지 않는 초인적 캐릭터의 등장은 반갑다. 후반부 액션이 위력적인 이유는 캐릭터들의 특수성 때문이기도 하지만, 인물의 발목을 구구절절하게 잡는 여타의 감정들이 제거되어있기 때문이다. 다음 편을 궁금하게 만든다는 점에서 소기의 성과를 이뤘다.[3]

## 같이 보기
- 2018년 대한민국의 영화 목록
- 김다미
- 대한민국의 영화 흥행 기록